# Тажибаев, Абдильда
Абдильда Тажибаев (каз. Әбділда Тәжібаев; 1909—1998) — казахский советский поэт и драматург.

## Биография
Происходит из подрода бессары рода торы племени кыпшак Среднего жуза,. Сын бедняка.
Начал писать в 1928 году. В 1939 году награждён орденом «Знак Почёта». Издал три сборника стихотворений и две поэмы: «Прорыв» и «Спасение». Напечатал ряд стихов в журналах и газетах Казахстана. Писал главным образом о молодёжи Казахстана, о её больших успехах в освоении культурных ценностей Страны Советов. Из произведений Тажибаева наиболее значительны по своей художественной выразительности поэмы: «Оркестр» и «Разговор с Тарасом Шевченко» (переведены на русский язык). Они отличаются теплотой и лирической насыщенностью.
В 1946 году окончил Казахский педагогический институт. Автор киносценария фильма «Джамбул» (1958).
С 1960 года — заведующий отделом театрального и изобразительного искусства института литературы и искусства АН Казахской ССР. Доктор филологических наук (1972).
Скончался в 1998 году, похоронен на Кенсайском кладбище.

## Награды
- Орден Ленина (30 июля 1990)
- Орден Октябрьской Революции (2 февраля 1979)[3]
- Орден Трудового Красного Знамени (3 февраля 1969)
- Орден Трудового Красного Знамени (3 января 1959) — за выдающиеся заслуги в развитии казахского искусства и литературы и в связи с декадой казахского искусства и литературы в гор. Москве
- Орден «Знак Почёта» (31 января 1939)
- Медали

## Память
Именем поэта названы: Кызылординская областная универсальная научная библиотека, аул в Чиилийском районе Кызылординской области.